# إليانور بارك كاستيس لويس
إليانور بارك كاستيس لويس (بالإنجليزية: Eleanor Parke Custis Lewis) هي نجمة اجتماعية أمريكية، ولدت في 31 مارس 1779 في مقاطعة برينس جورج في الولايات المتحدة، وتوفيت في 15 يوليو 1852 في مقاطعة كلارك في الولايات المتحدة.